# Leonard Mandel
Leonard Mandel (* 9. Mai 1927 in Berlin; † 9. Februar 2001 in Pittsford, New York) war ein britisch-US-amerikanischer Physiker und einer der Pioniere der Quantenoptik.

## Leben
Mandel fiel als Jugendlicher durch seine Begabung auf der Violine auf. Mit seinen Eltern floh er vor den Nationalsozialisten aus Berlin nach England. Er fiel auch dort in der Schule durch seine Begabung in Physik auf, konnte aber kein Stipendium für die University of Cambridge bekommen, da er damals kein britischer Staatsbürger war. Mandel machte 1947 seinen Bachelor-Abschluss in Mathematik und Physik am Birkbeck College der Universität London, wobei er tagsüber arbeitete und nur abends die Universität besuchte. 1951 promovierte er dort bei Paul George über kosmische Strahlung (Interactions of non ionizing cosmic ray particles), wobei er Messungen in den Alpen anstellte. Von 1951 bis 1954 war er Wissenschaftler bei Imperial Chemical Industries in Welwyn Garden City und danach bis 1964 Lecturer am Imperial College in London, bevor er (auf Einladung seines Kollegen Emil Wolf, den er noch aus England kannte) Professor an der University of Rochester wurde, ab 1994 als Lee Dubridge Professor of Physics and Optics.
Seit 2001 war er Mitglied der National Academy of Sciences und außerdem Mitglied der American Academy of Arts and Sciences (seit 1996) und der New York Academy of Sciences. 1993 erhielt er die Frederic Ives Medal und 1989 die Young-Medaille. Außerdem erhielt er den Max Born Award der Optical Society of America und die italienische Marconi Medaille.
Zu seinen (insgesamt 39) Doktoranden zählen H. Jeff Kimble und Zhe-Yu Ou.
Er war seit 1953 verheiratet (seine Frau Jeanne studierte bei ihm Physik und war Ballett-Lehrerin) und hatte eine Tochter und einen Sohn.

## Werk
Mandel leistete grundlegende Beiträge zur Photonenstatistik. Er kam zur Quantenoptik über seine Analyse (1958/59) des Hanbury Brown-Twiss-Effekts (von Robert Hanbury Brown und Richard Twiss 1956), woraus seine Mandel-Formel in der Photonenstatistik entstand. Mit seinen Mitarbeitern war er der erste, der die Interferenz eines Photons mit sich selbst zeigte (mit seinem Studenten R. Pfleegor 1967) mit Hilfe der Untersuchung der Interferenz 4. Ordnung, eine Technik, die er danach ausbaute.
Mandel demonstrierte auch mit seinen Studenten H. Jeff Kimble und M. Dagenais zuerst 1977 Photon Antibunching (unabhängig von H. J. Carmichael und D. F. Walls vorhergesagt) in der Emission eines einzelnen Atoms, der einer nicht-klassischen Statistik folgt und eine Signatur für Quantenverhalten darstellt.
Er untersuchte auch früh den Laser-Phasenübergang, was zu einem seiner Haupt-Forschungsgebiete wurde.
Mandel ist weiterhin insbesondere für quantenoptische Experimente zu den Grundlagen der Quantenmechanik bekannt. Mit S. R. Friberg und C. K. Hong zeigte er den nichtklassischen Charakter des „Parametric Down Conversion Process“ (PDC) zur Erzeugung eines korrelierten Photonenpaares in optisch nichtlinearen Kristallen und demonstrierten einen lokalisierten Ein-Photon-Zustand. Außerdem demonstrierten sie als erste Quantenkryptographie mit einem Paar korrelierter Photonen. Mit Hong und Zhe-Yu Ou führte er das Hong-Ou-Mandel-Interferometer bzw. Hong-Ou-Mandel-Interferenz (HOMI) ein, wobei sie den Hong-Ou-Mandel-Effekt demonstrierten, der Anwendung in Versuchen zu Quantencomputern findet. Mit Ou demonstrierte er die Verletzung der Bell-Ungleichungen an einem Paar korrelierter Photonen, die durch down conversion erzeugt wurden. In der Folge untersuchte er weitere Beispiele von Quantenverschränkung, und 1991 demonstrierten sie den 1982 von Marlan Scully diskutierten Quantenradierer (1991, mit L. J. Wang, X. Y. Zou). Mit D. Branning, J. Torgerson, C. Monken zeigte er experimentell direkt eine der paradoxen Vorhersagen der Quantenmechanik, dass es keine Realität ohne Messung gibt (Verletzung der Annahme des lokalen Realismus, wie er der Diskussion des EPR-Experiments durch Einstein, Rosen, Podolsky zugrunde liegt).

## Schriften
- mit Emil Wolf: Optical coherence and quantum optics. Cambridge University Press, 1995.
- mit Wolf: Coherence properties of optical fields. In: Reviews of Modern Physics. Bd. 37, 1965, S. 231 (Rückblick auf ihre Arbeit von Mandel, Wolf in Science Citation Classics, PDF-Datei).
- Quantum effects in one photon and two photon interference. In: Reviews of Modern Physics. Bd. 71, 1999, S. 274